# Rejon żeleznodorożnyj (Nowosybirsk)
Rejon żeleznodorożnyj w Nowosybirsku (ros. Железнодорожный район) – jeden z rejonów rosyjskiego miasta Nowosybirsk. Najsłabiej zaludniona dzielnica w mieście.

## Charakterystyka
Położony na prawym brzegu rzeki Ob, zajmujący powierzchnię 8,3 kilometrów kwadratowych, co czyni go najmniejszym rejonem w mieście. Dane z 2010 roku wskazują, że zamieszkuje go 62 494 osób, a kilka lat wcześniej było to 61 700. Jest to tym samym najsłabiej zaludniona dzielnica Nowosybirska. Rejon żeleznodorożnyj jest najstarszym rejonem miasta, na mapach pojawia się już w 1893 roku. To tutaj znajduje się Nowosybirski Dworzec Kolejowy, który przez pewien czas nadawał nazwę całej dzielnicy. W sierpniu 1936 roku władze Nowosybirska zdecydowały o nazwaniu dzielnicy kaganowiczowską, na cześć Łazara Kaganowicza. Nazwa ta przetrwała 21 lat i w 1957 roku na fali destalinizacji została zmieniona na obecną.
Łącznie rejon ten stanowi jedynie około 2% całego obszaru Nowosybirska. Od wschodu na zachód liczy 2 kilometry szerokości, a od północy na południe 4 kilometry. Znajduje się tu kilka placówek kulturalnych oraz muzeów, a także kilka wydziałów wyższych uniwersytetów, 11 szkół średnich, cztery szpitale oraz kilka specjalistycznych klinik. Ceny mieszkań i domów są tu jedne z najwyższych w Nowosybirsku, często o ponad 20% niż w innych dzielnicach, a sam rejon uchodzi za zamieszkany przez najbogatszych mieszkańców syberyjskiej metropolii. 

## Transport
Dzielnica znajduje się w strukturze nowosybirskich sieci tramwajowej oraz autobusowej. Rejon żeleznodorożnyj dysponuje także jedną stacją Nowosybirskiego Metra, należącą do linii Dzierżyńskajej.
- Plac Garina-Michajłowskiego